# Murchante
Murchante és un municipi de Navarra, a la comarca de Tudela, dins la merindad de Tudela. Limita al nord i oeste amb Tudela i al sud i est amb Cascante.

## Demografia
| Evolució demogràfica                                 | Evolució demogràfica | Evolució demogràfica | Evolució demogràfica | Evolució demogràfica | Evolució demogràfica | Evolució demogràfica | Evolució demogràfica | Evolució demogràfica | Evolució demogràfica | Evolució demogràfica |
| 1996                                                 | 1998                 | 1999                 | 2000                 | 2001                 | 2002                 | 2003                 | 2004                 | 2005                 | 2006                 | 2007                 |
| ---------------------------------------------------- | -------------------- | -------------------- | -------------------- | -------------------- | -------------------- | -------------------- | -------------------- | -------------------- | -------------------- | -------------------- |
| 2 997                                                | 3 059                | 3 053                | 3 070                | 3 152                | 3 251                | 3 255                | 3 289                | 3 321                | 3 363                | 3 446                |
| Fonts: Murchante i Institut d'Estadística de Navarra |                      |                      |                      |                      |                      |                      |                      |                      |                      |                      |

## Història
A l'època medieval convivien dos grups religiosos, els cristians i els musulmans, aquests últims comptaven amb una mesquita que servia per al seu culte i que després de l'expulsió o conversió dels musulmans va ser convertida en Església. El poble estava dominat per un castell o torre, construït sobre un antic assentament de l'època romana. Una muralla envoltava tot el poble i estava proveïda de portes per a donar sortida als diferents camins que comunicaven amb Tudela, Cascante, Ablitas, Corella i Castejón. Va ser conquistada per Alfons el Bataller en l'any 1119 com pas amb altres localitats de la comarca i va quedar un important sector de població musulmana fins a principis del segle xvi.
Primer la vila va ser dominada pel noble Gonzalo de Azagra i després va caure sota el domini del degà de Tudela, el qual és nomenat per l'Alcalde de Tudela. No serà fins a l'any 1763 quan Murchante podrà dictar les seves pròpies ordenances enfront de les tradicionals dictades des de Tudela. Finalment, Murchante aconsegueix la seva total autonomia en l'any 1820, aconseguint un Ajuntament propi.